# Drabantgarden
Drabantgarden blev oprettet 6. februar 1571 af kong Frederik 2. af Danmark som en livgarde. Drabantgarden var kongens livvagt i krig og fred.
Den bestod af 50 mand og 1 fører – alle officerer fra hæren. Disse havde flere privilegier, bl.a. havde de intet forbrudt, hvis de i ærlig kamp, efter forlig havde været forsøgt, slog en mand ihjel.
I 1666 blev Drabantgarden indlemmet i Hæren og i 1685 udvidet til 6 kompagnier. Hovedparten af gardens personel faldt i slaget ved byen Gadebusch i Tyskland under Den store nordiske krig.
Kong Christian 6. benyttede Drabantgarden som slotsvagt, men derudover havde garden også vagttjeneste ved Højesteret.
Drabanternes våben var fra starten hellebard, med spyd, økse og hage kaldet partisan. I 1703 ændredes gardens bevæbning til flintegeværer.
Gardens musikinstrumenter bestod af pauker og signaltrommer, og deres opgave var at ledsage kongen på hans rejser, deltage i hoffester med underholdning for kongen og hans gæster, hvor de også spillede andre instrumenter. Eksempelvis gik garden i spidsen for kong Christian 4.s kroningsoptog med fanfarehorn, pauker, trommer og fløjter.
I august 1763 blev Drabantgarden opløst tillige med Grenaderkorpset og indlemmet i Den Kongelige Livgarde. Medlemmerne forsatte som officerer i andre hærenheder, men frem til 1848 blev der stadig udstationeret drabantvagter ved særlige højtidlige lejligheder i kongehuset.
I dag anvendes navnet Drabantgarden af Hillerød Bygarde, der blev oprettet i 400-året for gardens oprettelse 1971.